# Klaus Espermüller
Klaus Espermüller (* 1938) ist ein deutscher Karikaturist.

## Leben
Klaus Espermüller wurde in Berlin geboren und studierte Kunst in München und Kassel. Außerdem absolvierte er eine Grafikerausbildung an der FH München.
Er arbeitete anschließend als Illustrator und Artdirector in der Werbebranche. 1987 machte sich Espermüller selbständig und konzentrierte sich auf das Zeichnen von Karikaturen, die in den Zeitungen: Offenbacher Tageblatt, Südkurier, Abendzeitung, Neue Westfälische, Spiegel und  Focus erschienen.

## Bücher
Espermüllers Karikaturen waren Bestandteil von Karikaturen-Sammelwerken:
- Sammelbände (7) Die Karikaturen des Jahres 1990-1998, zusammengefasst von Klaus Bresser

Außerdem war er auch als Illustrator tätig:
- Die Geschichte von Précipitévolíssimevolmente, Norderstedt-Verlag 2007[2]